# Neoantistea gosiuta
Neoantistea gosiuta är en spindelart som beskrevs av Willis J. Gertsch 1934. Neoantistea gosiuta ingår i släktet Neoantistea och familjen panflöjtsspindlar. Inga underarter finns listade i Catalogue of Life.